# (37889) 1998 FW59
1998 FW59 (asteroide 37889) é um asteroide da cintura principal. Possui uma excentricidade de 0.11848200 e uma inclinação de 14.59519º.
Este asteroide foi descoberto no dia 20 de março de 1998 por LINEAR em Socorro.